# Ambrella
Ambrella je monotipski rod orhideja smješten u podtribus Angraecinae. Jedina je vrsta madagaskarski endem, A. longituba, danas možda nestao u divljini.
Poznata je samo prema tipskom primjerku koji je sakupio i opisao Joseph Marie Henry Alfred Perrier de la Bâthie 1934. godine.